# لیندا کش
لیندا کش (انگلیسی: Linda Kash؛ زادهٔ ۱۷ ژانویهٔ ۱۹۶۱) یک هنرپیشه اهل کانادا است. وی از سال ۱۹۸۶ میلادی تاکنون مشغول فعالیت بوده‌است.
از فیلم‌ها یا برنامه‌های تلویزیونی که وی در آن نقش داشته است می‌توان به مرد سیندرلایی ، کارمان تمام شده؟، تعویض اشاره کرد.